# Paullus
Paullus of Paulus is een cognomen dat wil zeggen: "de piepkleine" of "geringe". Dit was een cognomen in de gens Aemilia.
Beroemde dragers van dit cognomen zijn:
- Aemilius Lepidus Paullus
- Lucius Aemilius Paulus Macedonicus
- Lucius Aemilius Paulus (3)